# Songkran
 (mars 2013).
Si vous disposez d'ouvrages ou d'articles de référence ou si vous connaissez des sites web de qualité traitant du thème abordé ici, merci de compléter l'article en donnant les références utiles à sa vérifiabilité et en les liant à la section « Notes et références ».
Songkran (thaï สงกรานต์) est le nom thaïlandais de la fête du nouvel an bouddhique. Le mot est dérivé d'un terme sanskrit signifiant « mouvement (du soleil dans le zodiaque) ». Propre au bouddhisme theravāda et basé sur le calendrier lunaire, il est également fêté en Birmanie (Thingyan), au Cambodge (Chaul Chhnam), au Laos (Pimay), au Sri Lanka et chez les Dai du Yunnan.

## Date
En Thaïlande, la fête a lieu en général au cours du mois d'avril (en fonction du calendrier lunaire), et cela quand bien même le pays fête aussi, depuis 1939, le Nouvel An le 1er janvier. Cependant, les festivités associées à cette fête sont désormais fixes afin de faciliter la vie civile : elles ont lieu chaque année du 12 au 15 avril, bien que les dates puissent varier d'une ville à l'autre. En outre, la date exacte du nouvel an est toujours tributaire du cycle lunaire. Elle correspond aussi à la période la plus chaude de la saison sèche.

## Traditions anciennes et nouvelles
Traditionnellement, les Thaïlandais rentrent à cette occasion dans leur famille et font preuve de respect envers leurs aînés en leur versant un peu d'eau parfumée sur les mains ; on acquiert des mérites en offrant de la nourriture aux bonzes ; on arrose les statues du Bouddha et on libère des oiseaux et des poissons. Si cette tradition se perpétue dans les familles, les manifestations publiques ont énormément évolué et, aujourd'hui, la fête est devenue prétexte à de gigantesques batailles d'eau dans les rues des villes, si bien que durant les trois jours de célébrations, il est quasiment impossible de circuler sans se faire asperger copieusement plusieurs fois.
À Chiang Mai notamment, où les festivités sont particulièrement importantes, des pick-ups transportant des jeunes gens avec des bidons d'eau défilent dans les rues le long desquelles la foule est massée, elle-même « armée » de seaux d'eau. Les deux groupes, motorisés et piétons, s'aspergent mutuellement dans une ambiance bon enfant. Il y a aussi une procession des Demoiselles Songkran et la "danse des ongles" d'une centaine de jeunes filles de Chiang Mai.
À Pattaya, la présence massive de touristes et l'arrivée d'une multitude d'habitants de Bangkok fait prendre à la fête un tour délirant et souvent excessif.
Chaque année, le Nouvel An bouddhique, qui génère un très vaste mouvement de population annuel en Asie du Sud-Est (par exemple des millions de thaïlandais retournent pour cette fête afin de rendre visite à leur famille et leurs proches dans les provinces en car, camionnette, voiture, moto...), est marqué d'accidents de la circulation dus à la conduite en état d'ébriété, mais aussi à des jets d'eau qui font perdre aux motocyclistes le contrôle de leur machine...
Une autre coutume consiste à construire des pagodes de sable dans les temples. Les Thaïlandais pensent que les fidèles qui visitent les temples pendant l'année emportent à chaque fois un peu de terre sous les semelles de ses chaussures. Ce sable est donc « rendu  » aux temples à l'occasion du nouvel an, sous la forme de pagodes de sable dont la construction est considérée comme un acte de piété.

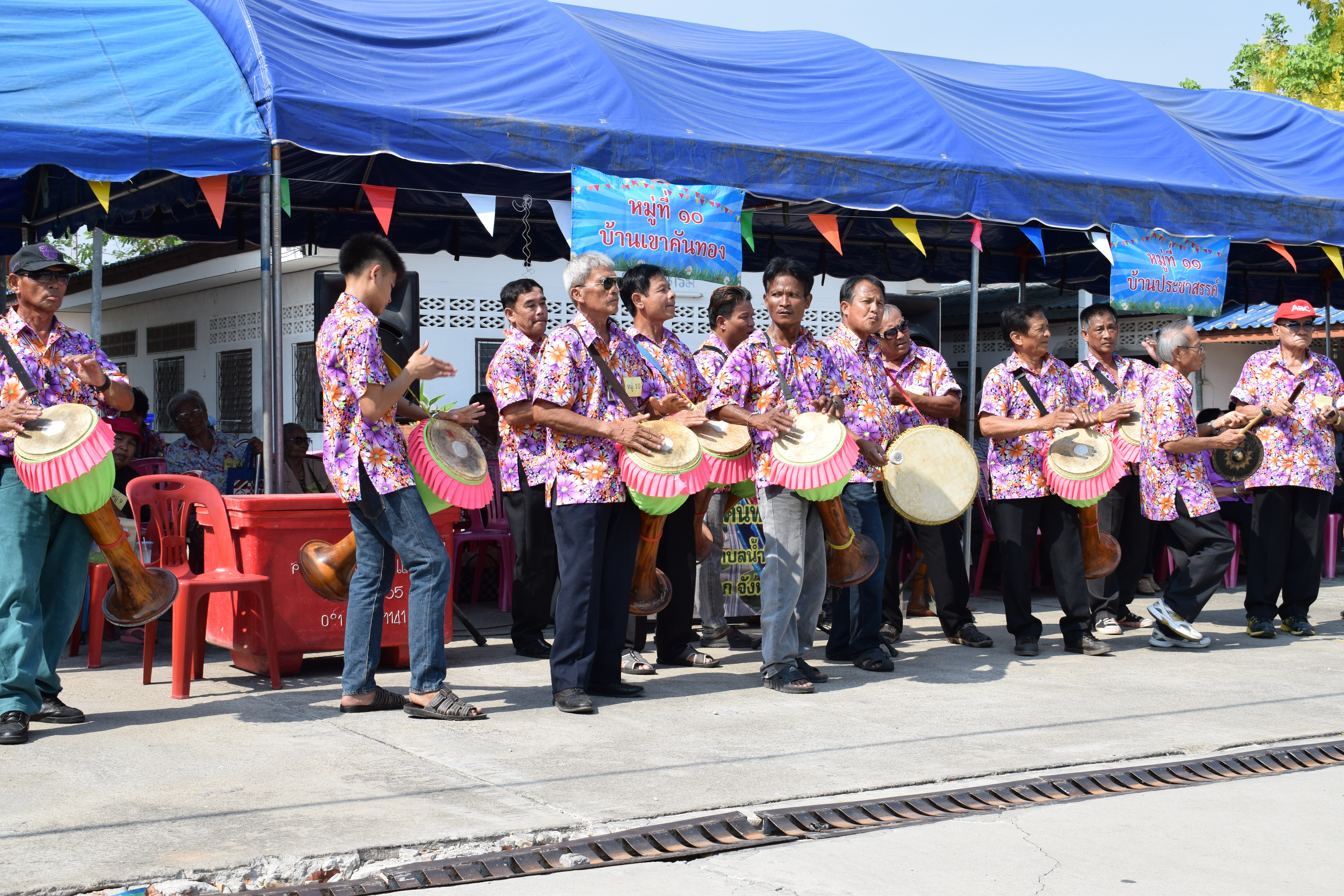
Musique, province de Tak
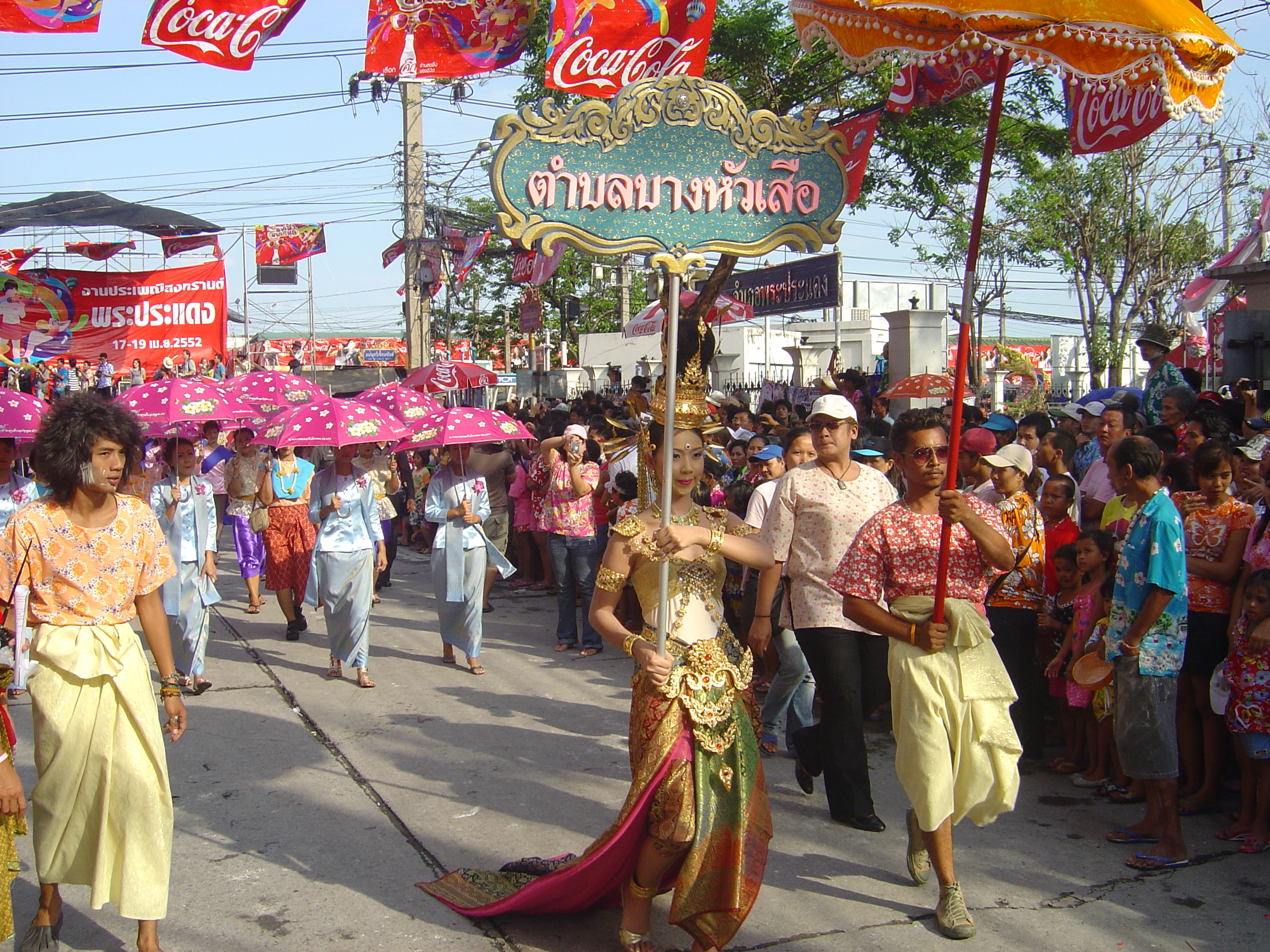
Défilé à Phra Pradaeng, Province de Samut Prakan
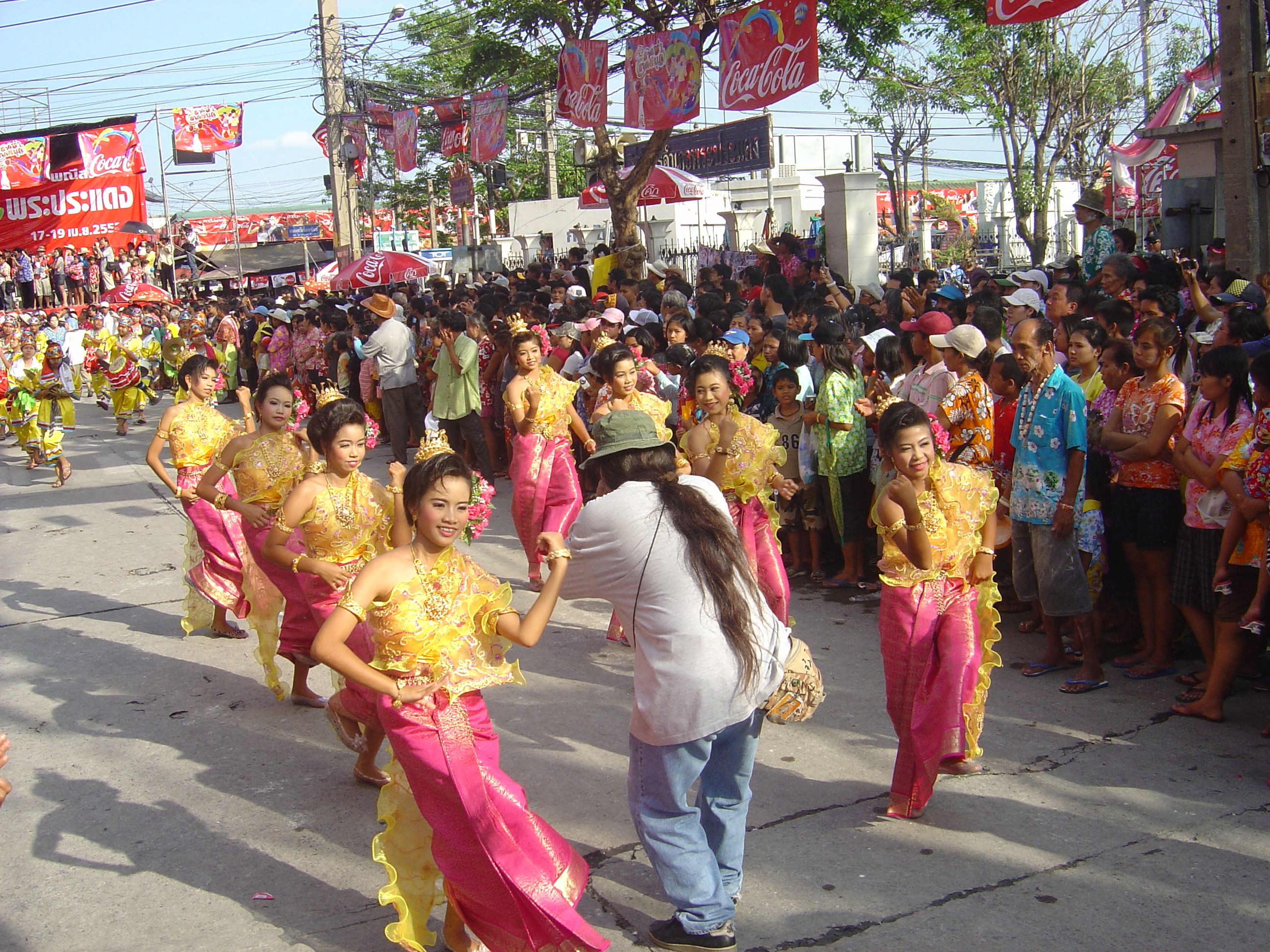
Défilé à Phra Pradaeng, Province de Samut Prakan
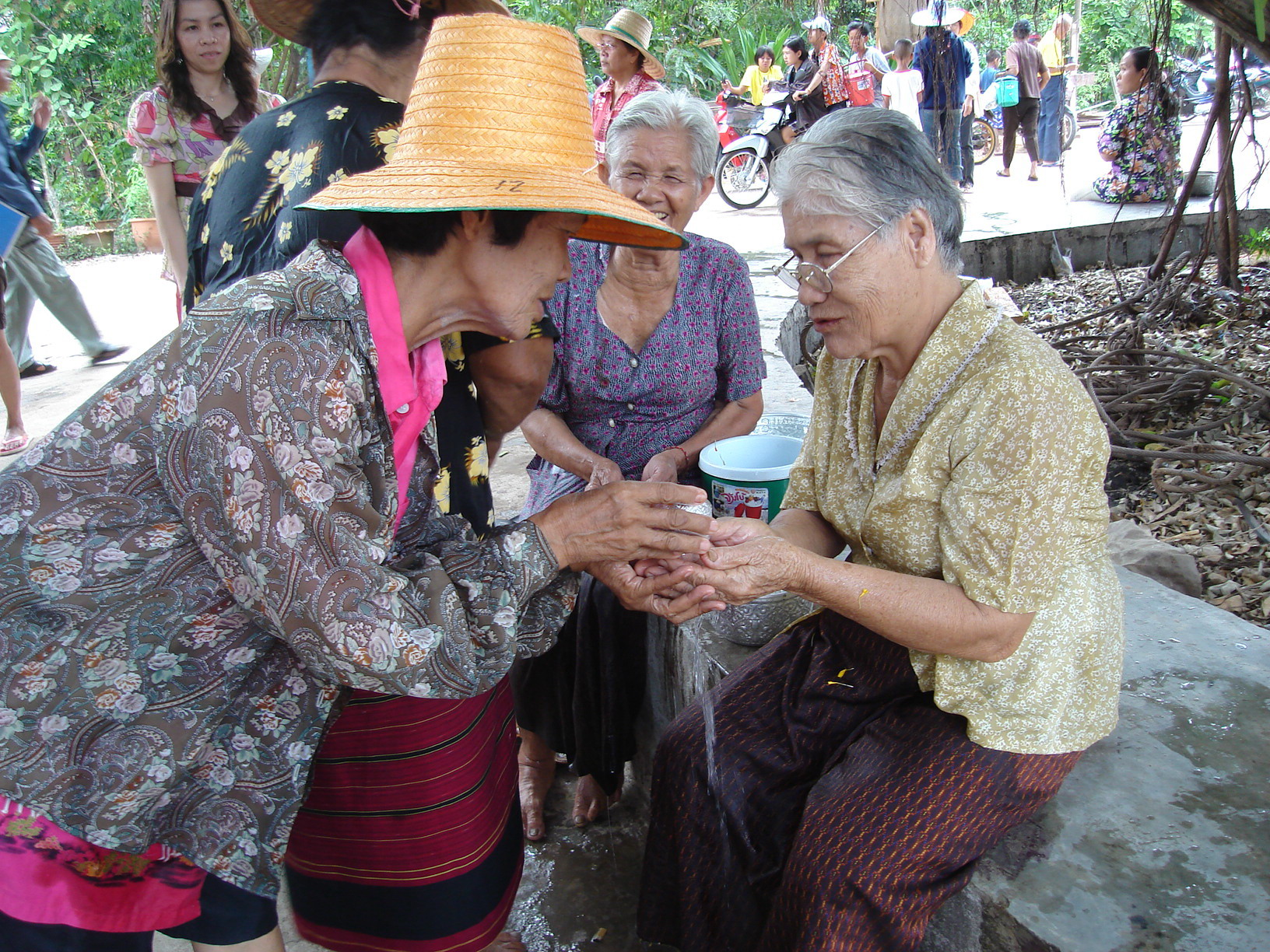
Respect aux personnes âgées, Wat Khung Taphao, Province d'Uttaradit
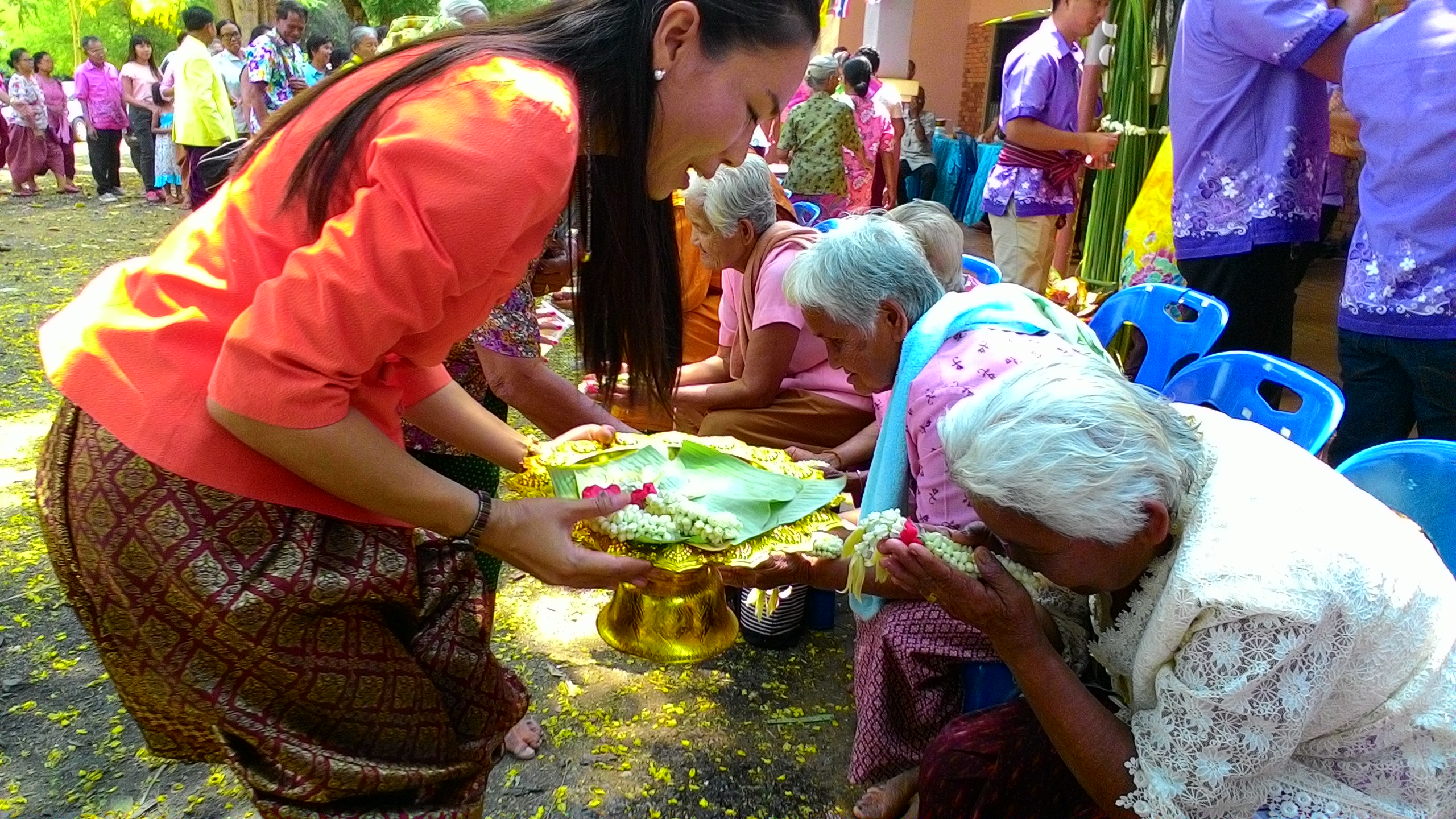
Respect aux personnes âgées, Province de Nakhon Ratchasima
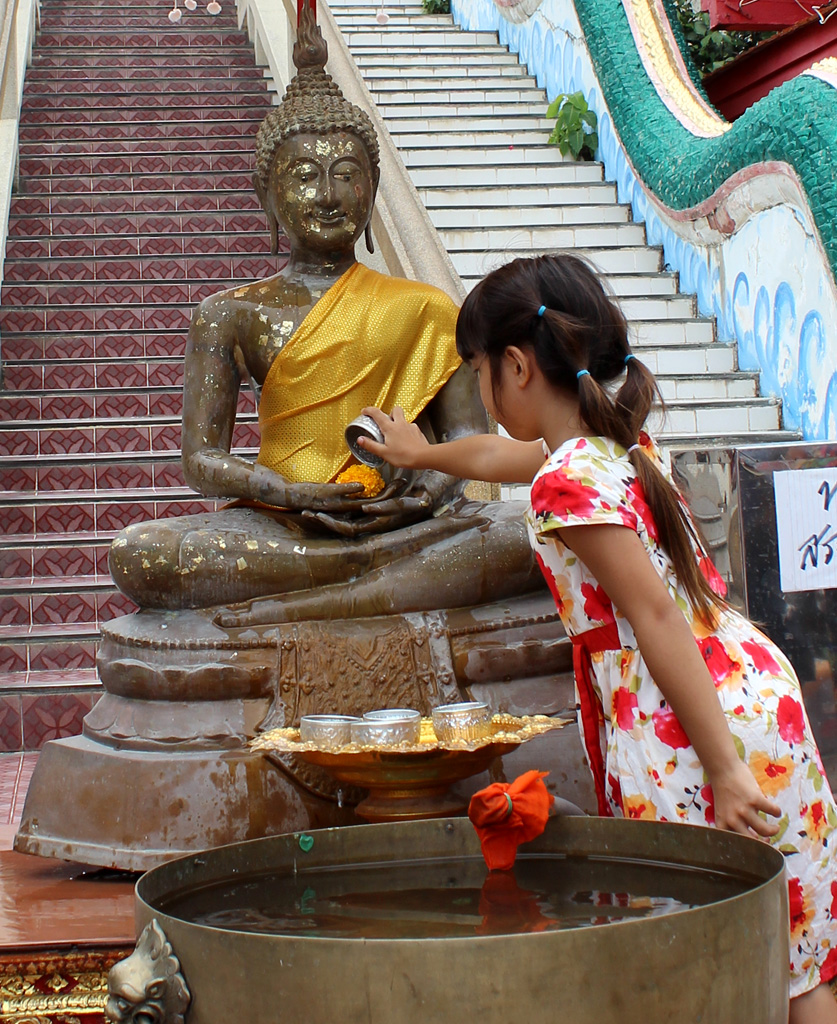
Respect à Bouddha, fillette lavant une statue de Bouddha, île de Ko Samui
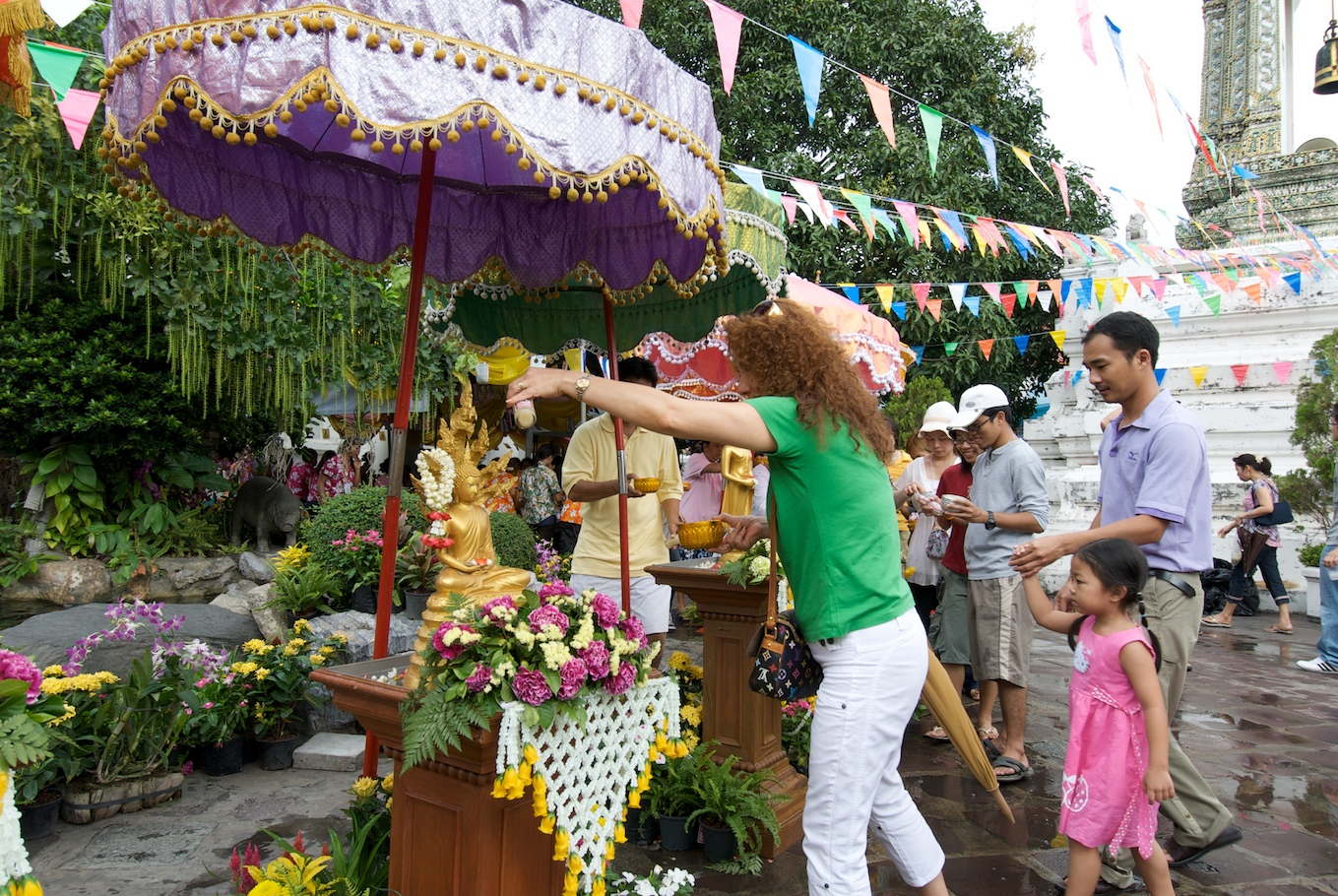
Respect à Bouddha, bouddhiste versant de l'eau sur une statue de Bouddha, Wat Pho, Bangkok
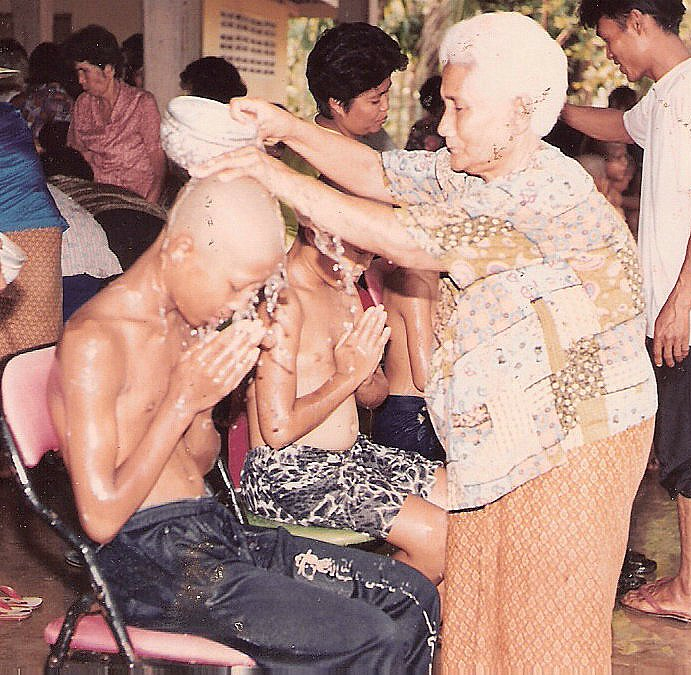
Respect aux novices, Wat Khung Taphao, Province d'Uttaradit
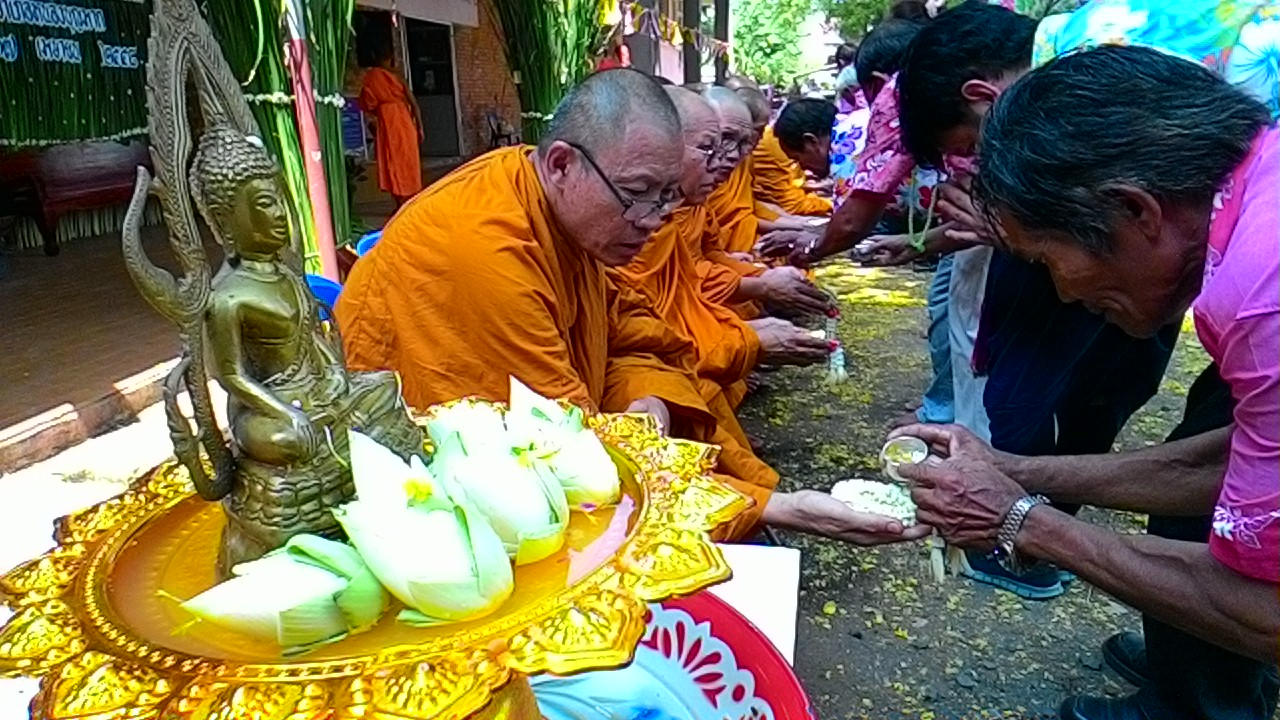
Respect aux bonzes, Province de Nakhon Ratchasima
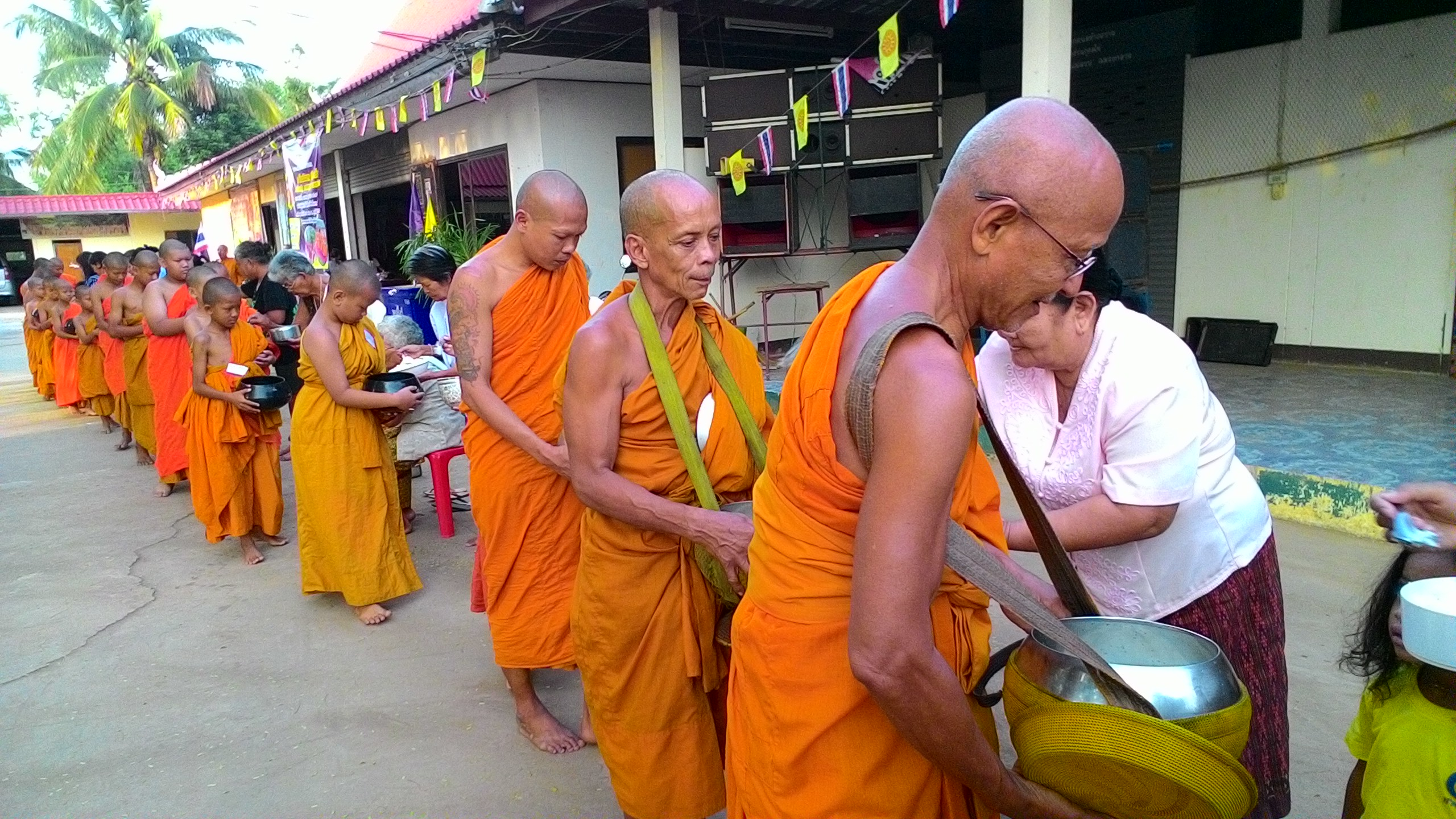
Offrandes de nourriture aux bonzes, Province de Nakhon Ratchasima
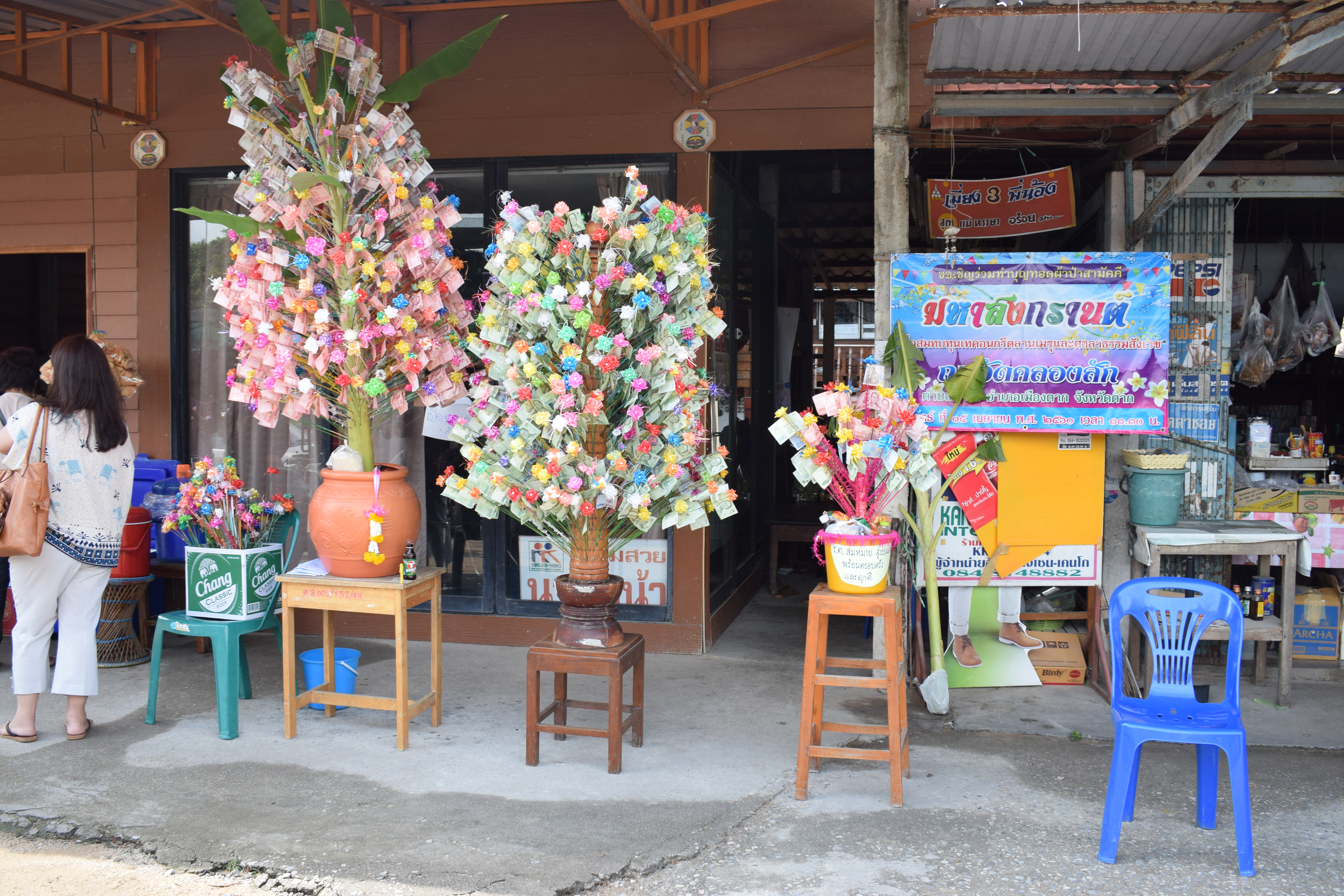
Arbres de dons d'argent pour le wat, Province de Tak
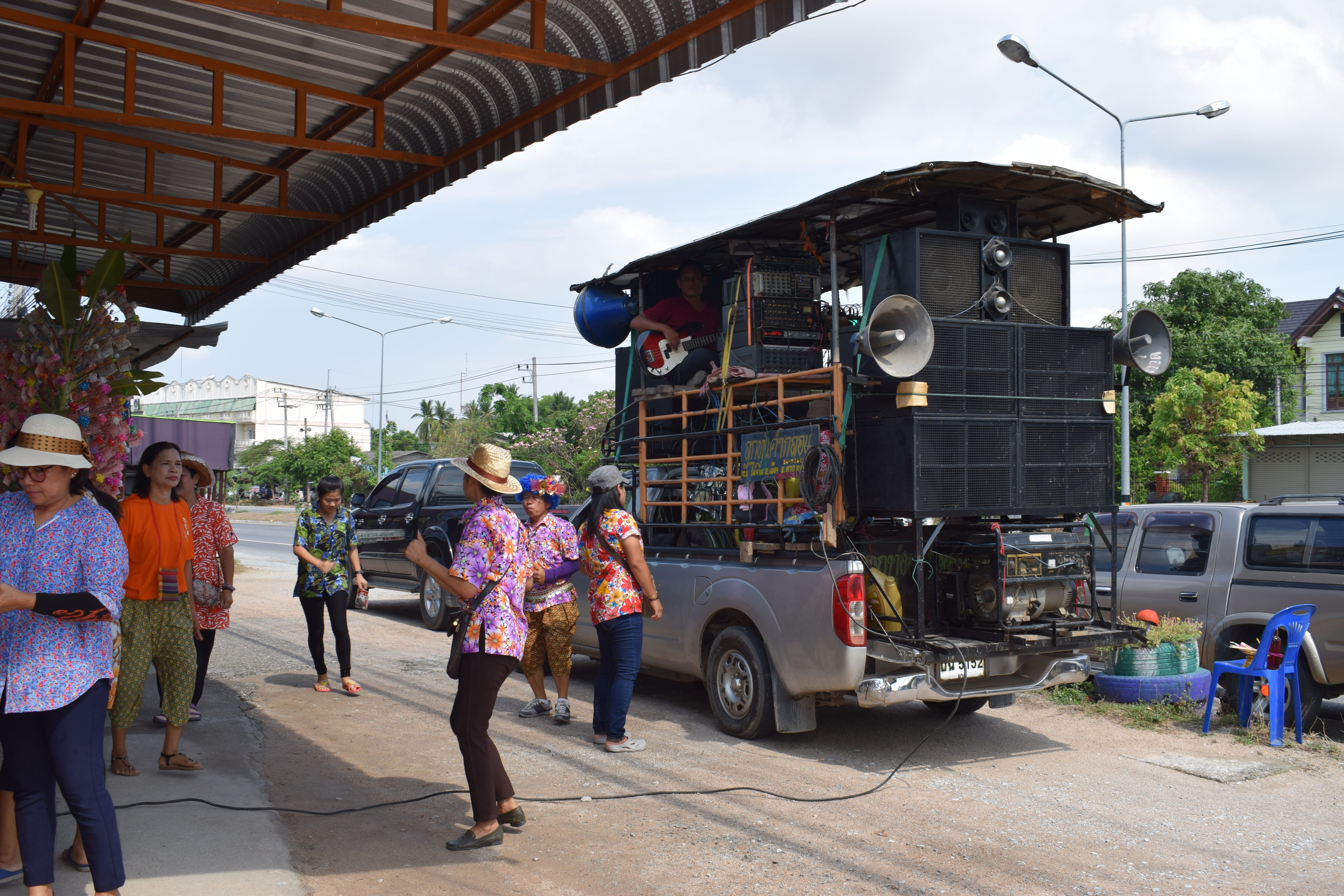
Sound-System pour le troisième jour de fête, Province de Tak
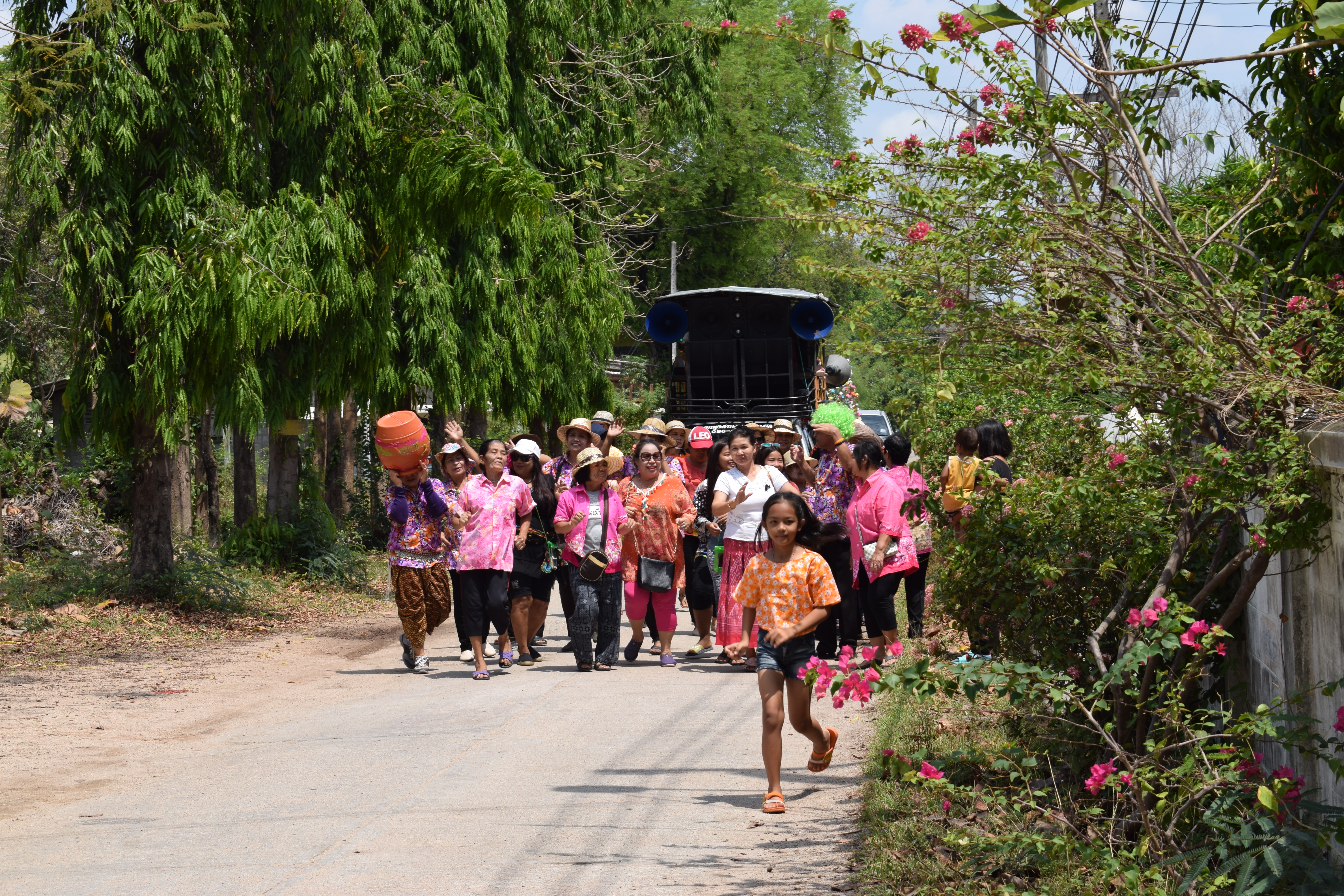
Défilé et danses des villageois au son du Sound-System, Province de Tak
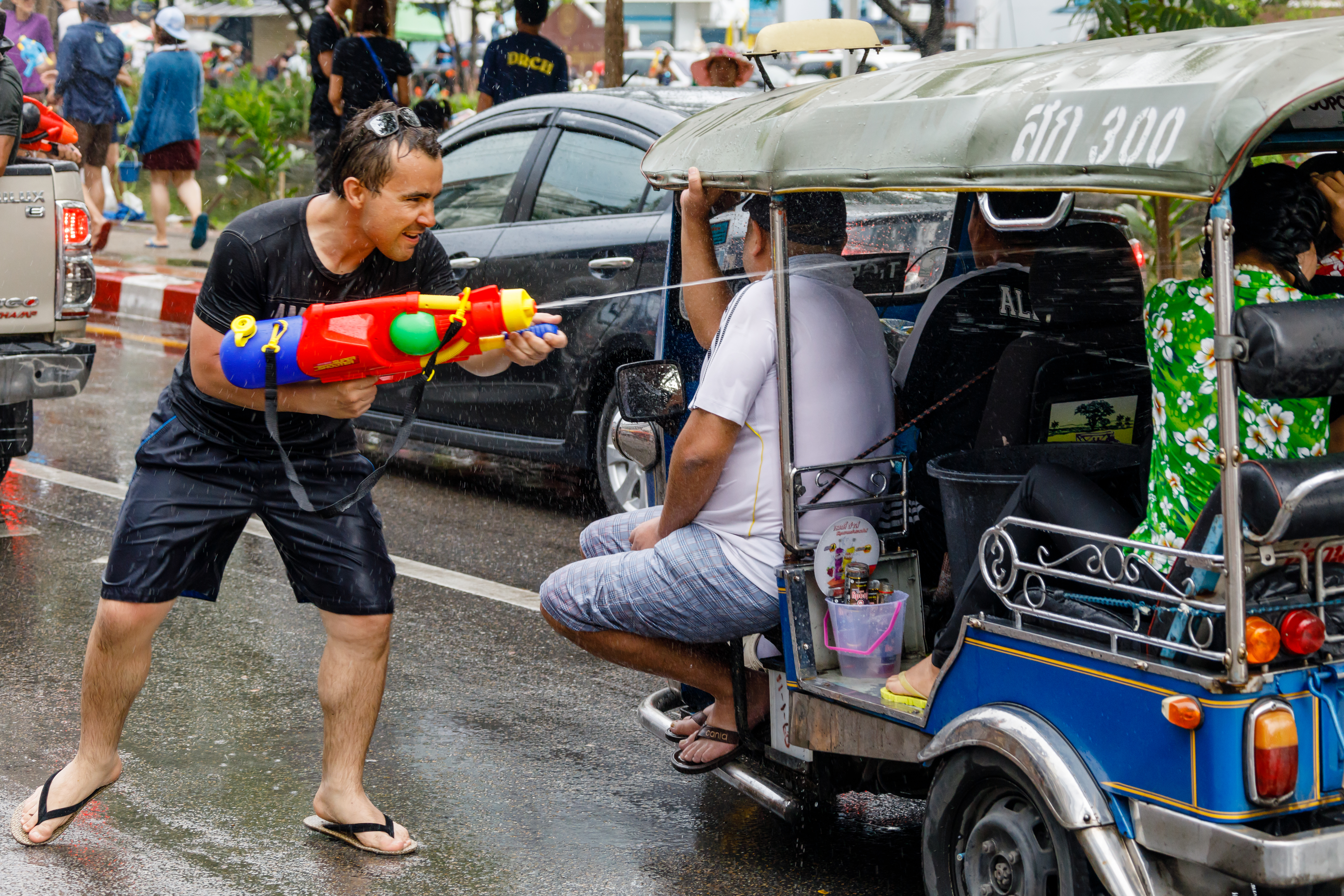
"Fête de l'eau" à Chiang Mai
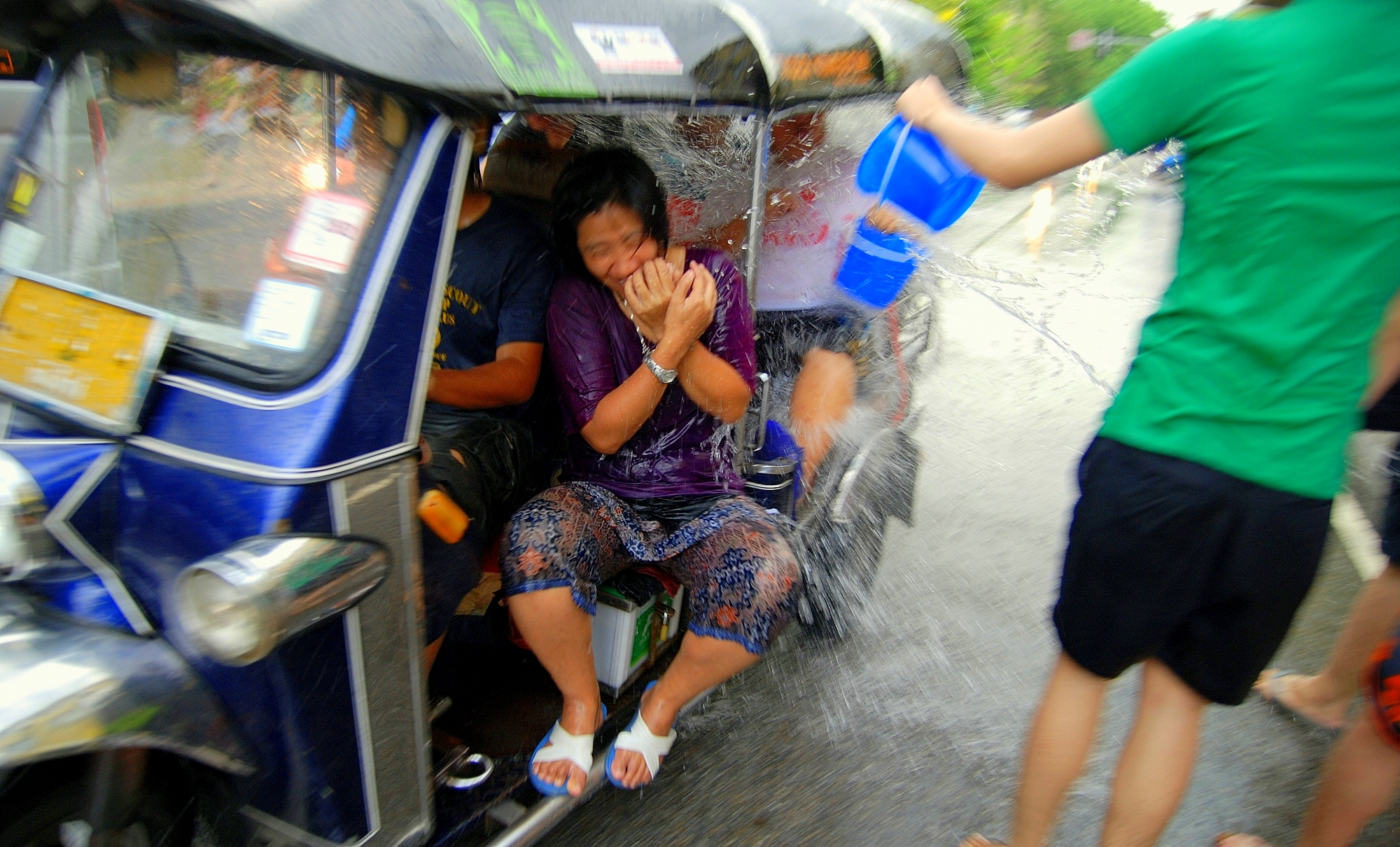
"Fête de l'eau à Chiang Mai
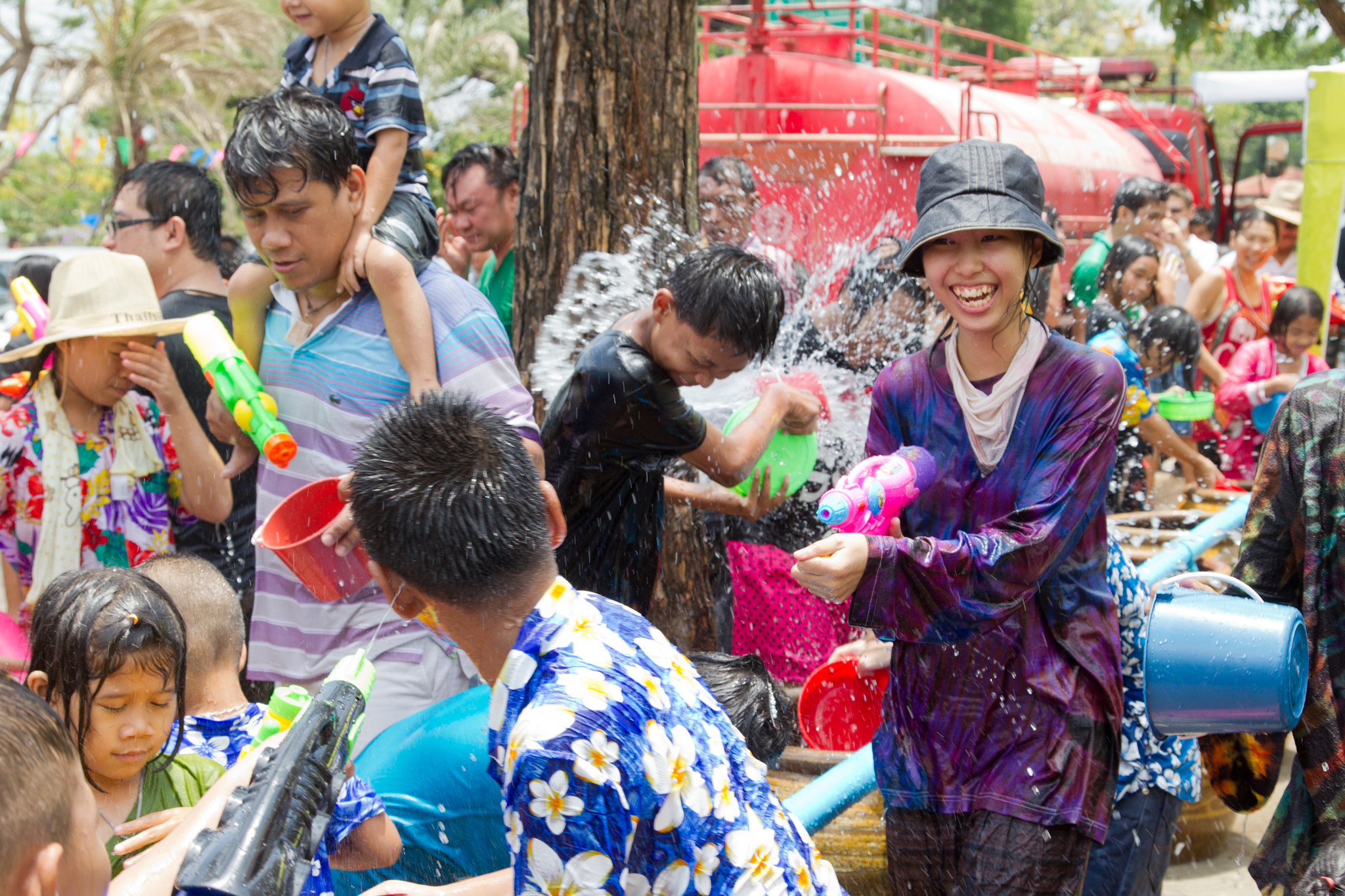
"Fête de l'eau" à Ayutthaya
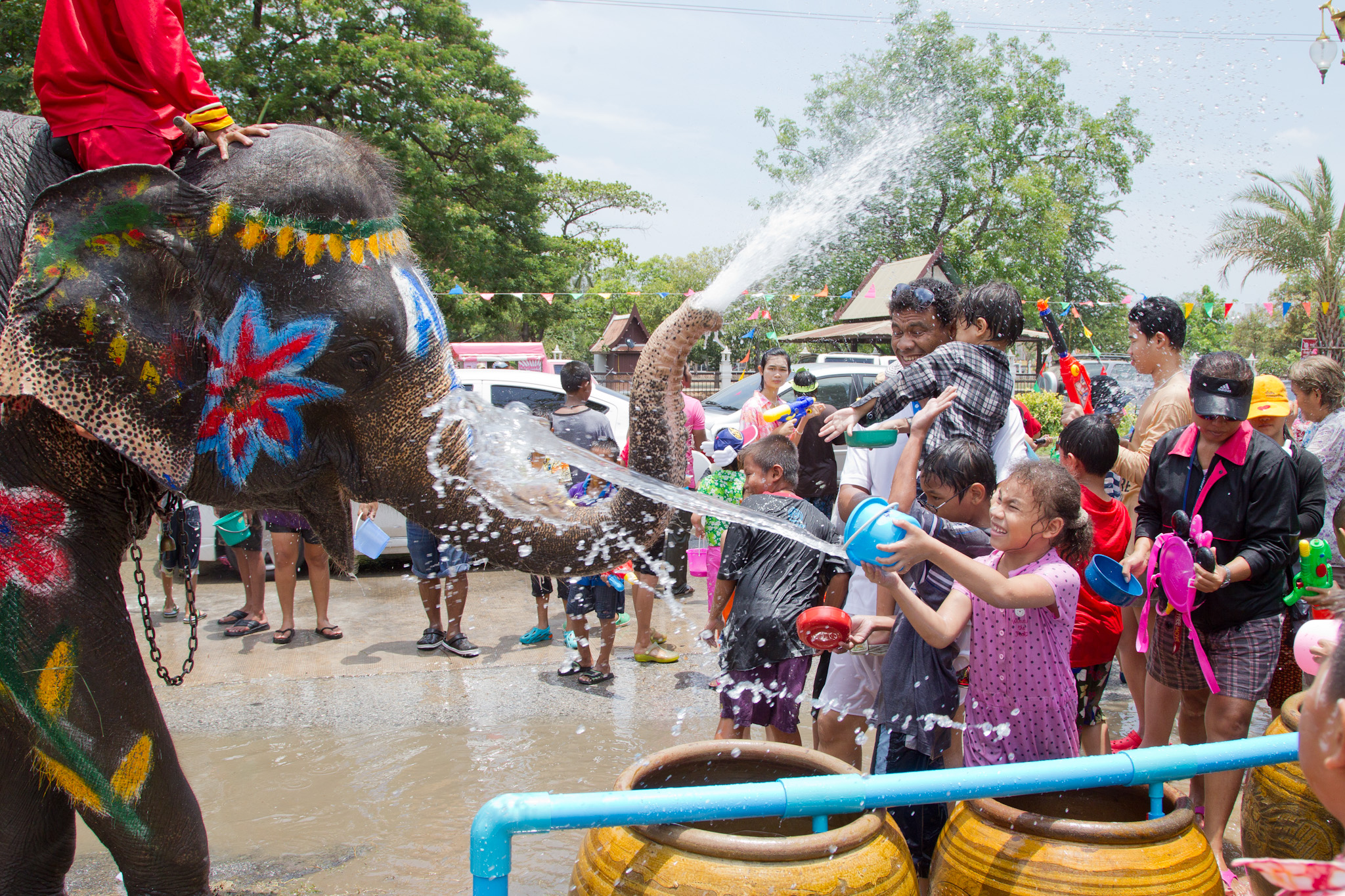
"Fête de l'eau" à Ayutthaya

## Reconnaissance
« Songkran en Thaïlande, la fête du Nouvel An thaïlandais traditionnel » est inscrit sur la liste représentative du patrimoine culturel immatériel de l'humanité par l'UNESCO en décembre 2023,.